# Ден-Андел
Ден-Андел (нід. Den Andel) — село в нідерландській провінції Гронінген, на узбережжі Ватового моря. Входить до муніципалітету Гет-Гогеланд.
Його площа становить 0,55км², а населення станом на 2021 рік складало 365 осіб.
Перша згадка про населений пункт датується 1475 роком.

## Галерея

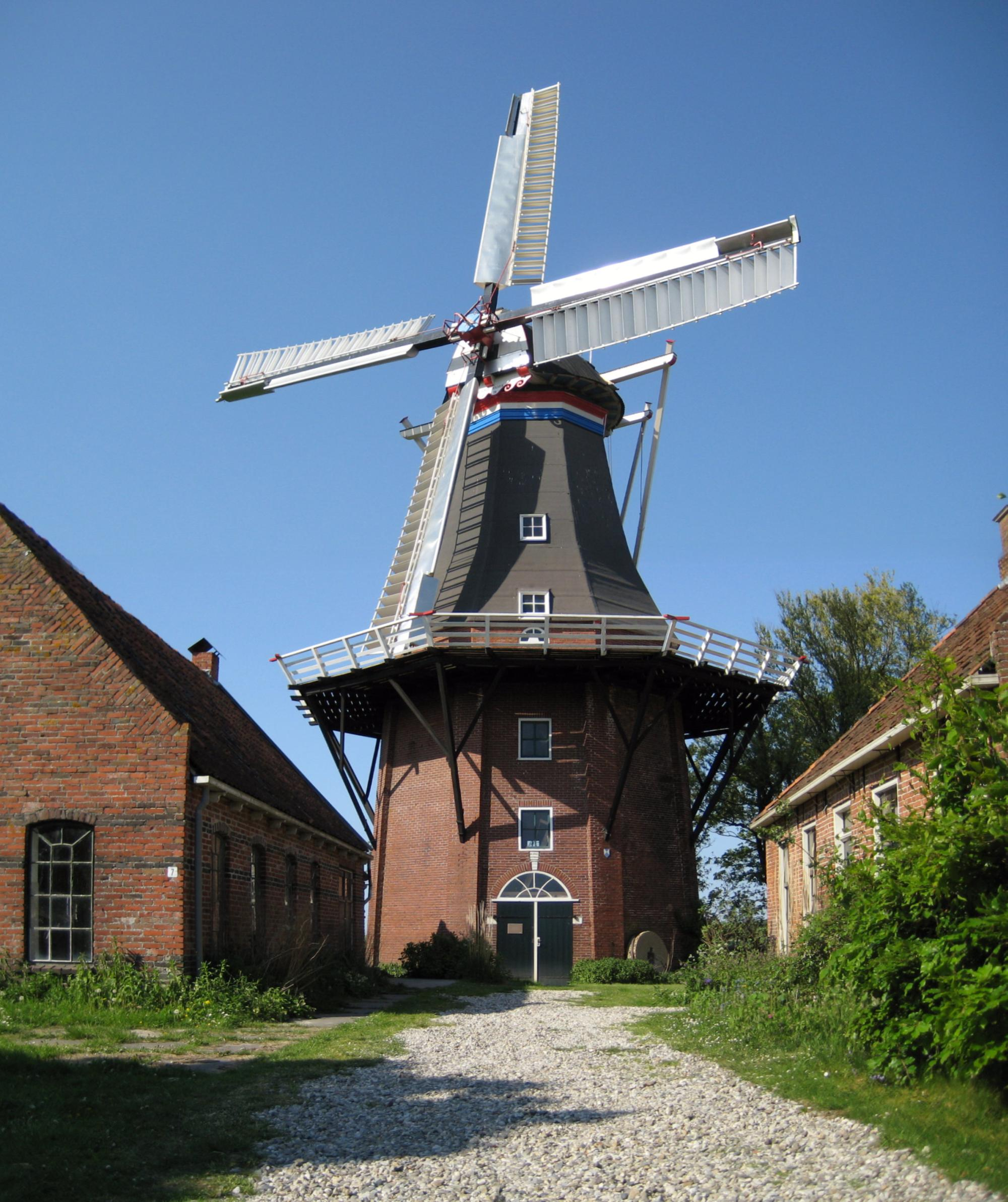
Вітряк у селі
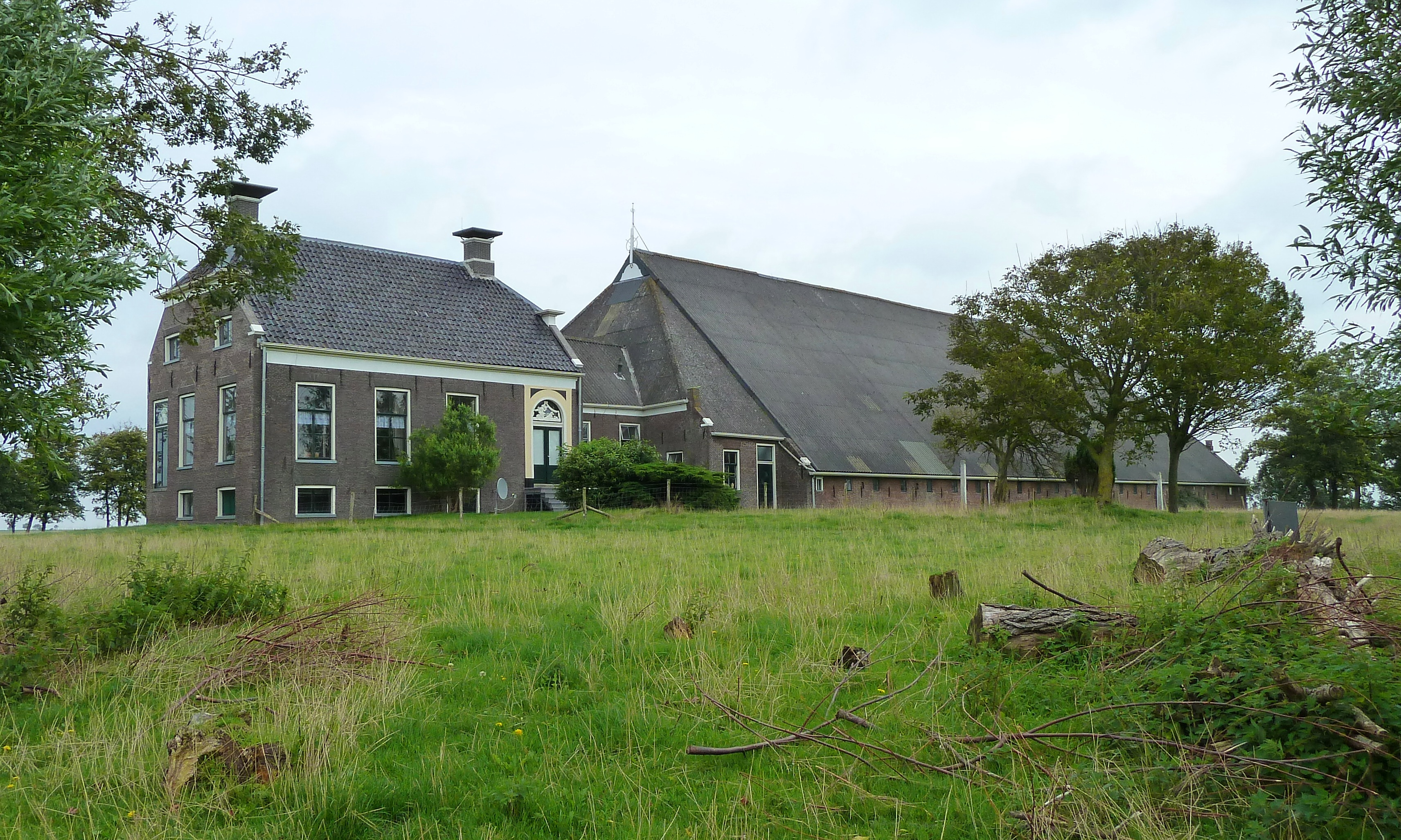
Ферма
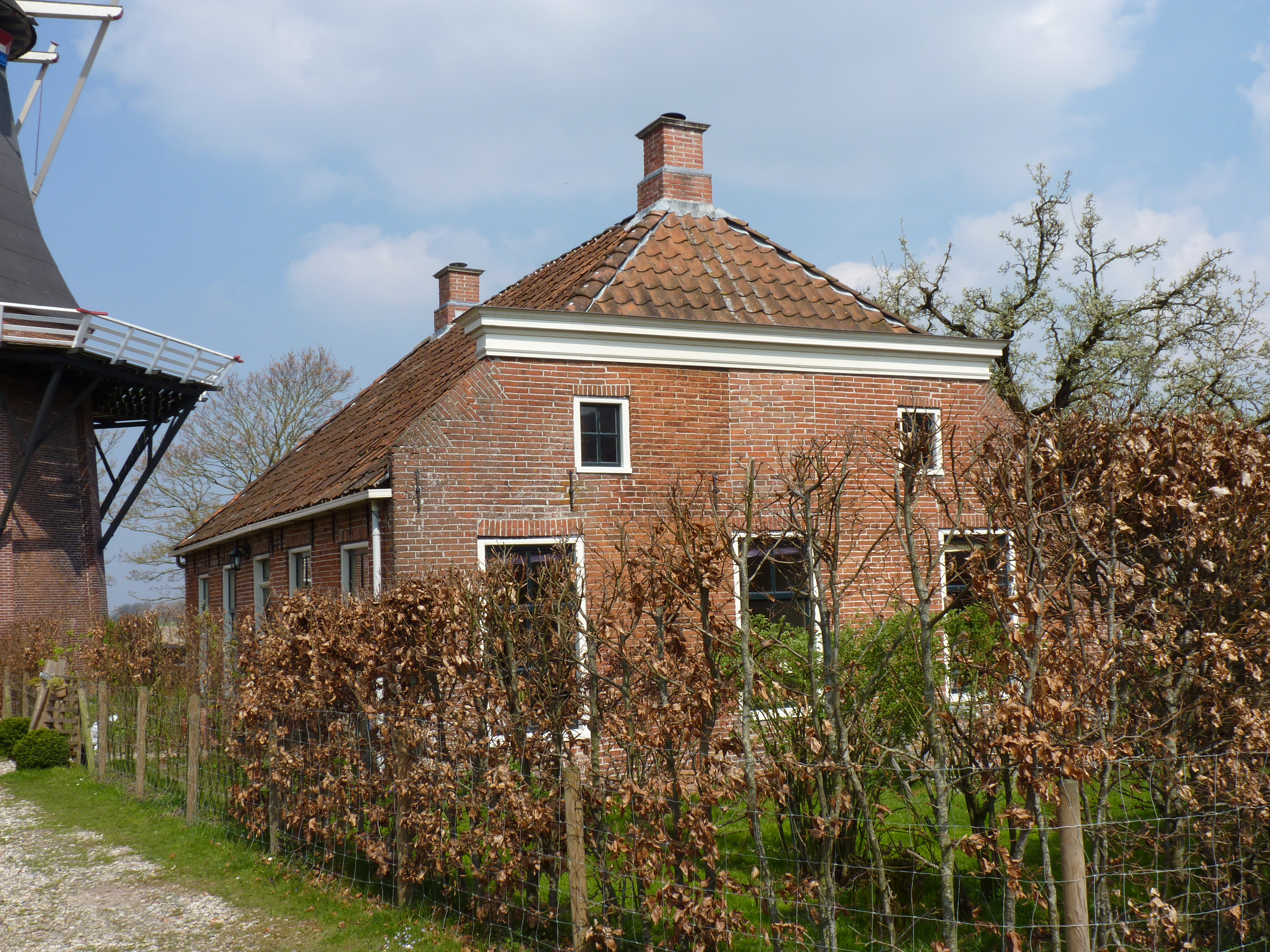
Колишній податковий офіс
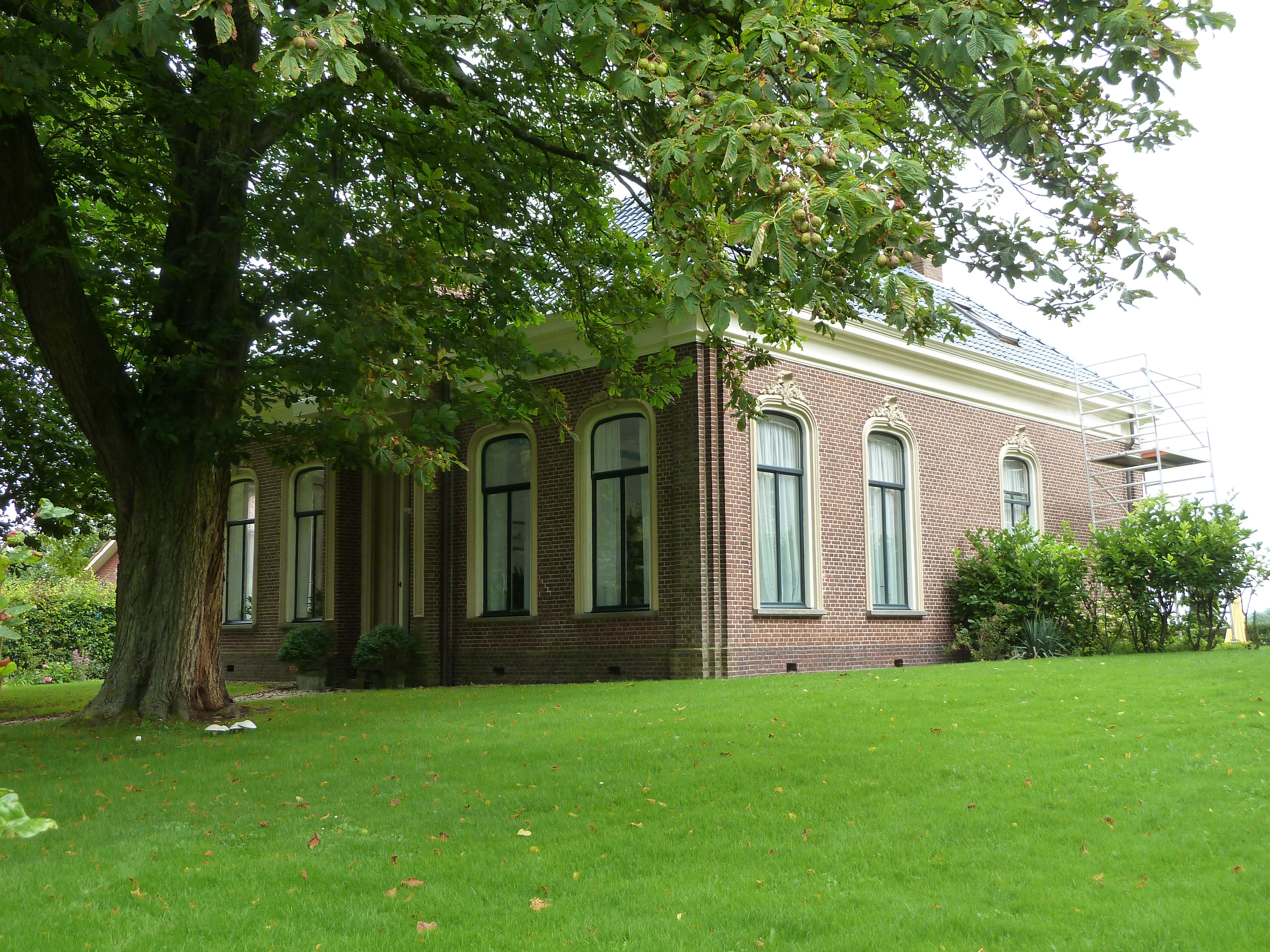
Будинок почту